# Kazachse presidentsverkiezingen 2019
De Kazachse presidentsverkiezingen in 2019 vonden plaats op 9 juni. De zittende president Kassym-Jomart Tokajev won, nadat hij drie maanden eerder Noersoeltan Nazarbajev had opgevolgd.

## Achtergrond
President Nazarbajev trad in maart 2019 per direct af. Hij was aan de macht geweest sinds het land onafhankelijk werd in 1993. Senaatsvoorzitter Kassym-Jomart Tokajev, een vertrouweling van Nazarbajev, werd naar voren geschoven om de rest van diens termijn vol te maken. Aanvankelijk zouden de verkiezingen pas in 2020 plaatsvinden, maar deze werden naar voren geschoven.
Kazachstan laat zich er graag op voorstaan een democratie te zijn, in de praktijk ligt alle macht bij Noer Otan, de partij van Nazarbajev. Bij verkiezingen mogen oppositiepartijen wel meedoen, maar krijgen weinig ruimte. Bovendien rapporteerden internationale waarnemers in het verleden regelmatig kritisch over het eerlijke verloop van de verkiezingen.

## Kandidaten
Aan de presidentsverkiezingen deden zeven kandidaten mee, op Tokajev allemaal relatief onbekend. Een kandidaat trok zich terug, terwijl een ander niet toegelaten was omdat hij de Kazachse taal niet voldoende machtig zou zijn.

## Uitslag
Tokajev won de verkiezingen met 71 procent van de stemmen. Zijn voorganger Nazarbajev had altijd meer dan 80 procent van de stemmen gehaald. Omdat Tokajev meer dan vijftig procent van de stemmen behaalde vond er geen tweede verkiezingsronde plaats. Politiek activist Amirjan Qosanov werd tweede met 16,2 procent van de stemmen.
De verkiezingen leidde tot protesten in de hoofdstad Nur-Sultan en in Almaty. De politie pakte meer dan 500 demonstranten op die demonstreerden omdat zij de verkiezingen georkestreerd vonden. Facebook en Telegram waren op de dag van de verkiezingen afgesloten in ieder geval Almaty.
| Kandidaat             | Nominerende partij                        | Stemmen   | %         |
| --------------------- | ----------------------------------------- | --------- | --------- |
| Kassym-Jomart Tokajev | Noer Otan                                 | 6.539.715 | 70,96     |
| Amirjan Qosanov       | Ult Tagdyry                               | 1.495.401 | 16,23     |
| Dania Yespayeva       | Ak Zhol                                   | 465.714   | 5,05      |
| Toleutai Rakhimbekov  | Auyl                                      | 280.451   | 3,04      |
| Amangeldy Taspikhov   | Federatie van Vakbonden                   | 182.898   | 1,98      |
| Jambyl Ahmetbekov     | Communistische Volkspartij van Kazachstan | 167.849   | 1,82      |
| Sadybek Tugel         | Uly Dala Kyrandary                        | 84.582    | 0,93      |
| Blanco/ongeldig       | Blanco/ongeldig                           | 57.500    | -         |
| TOTAAL                | TOTAAL                                    | 9.274.110 | 9.274.110 |